# Léon Geismar
Pour les articles homonymes, voir Geismar.
Léon Geismar (15 juillet 1895 à Dambach-la-Ville-11 mai 1944 à Casablanca) est un haut fonctionnaire français, administrateur colonial, gouverneur général de l'Afrique-Occidentale française (AOF).

## Biographie

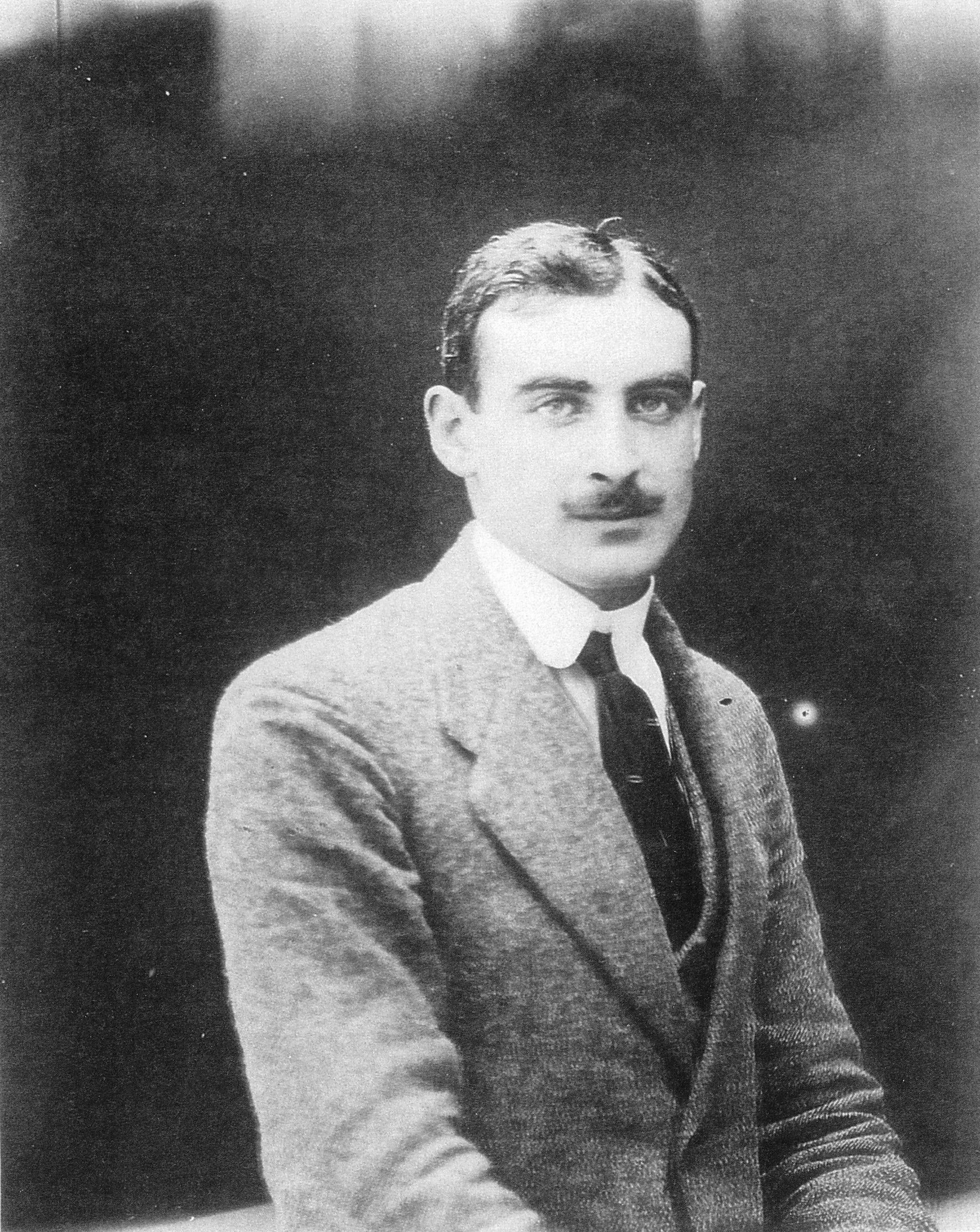
Léon Geismar dans sa jeunesse.

### Famille
La famille de Léon Geismar serait établie en Alsace, dans le Haut-Rhin, depuis le XVIIe siècle. Il est le fils de Félix Geismar (né en 1858 à Dambach-la-Ville-mort en 1919), négociant en vins, et de Céline Weyl (1865-1941), originaire de Benfeld, (Bas-Rhin). Il a un frère aîné, Paul Geismar, né en 1891 à Dambach, engagé volontaire dans l'armée française, tué près d'Arras le 30 juin 1915 et décoré de la Médaille militaire à titre posthume. Léon Geismar est le neveu du général de brigade Gédéon Geismar, et le cousin germain de Max Hymans, président d'Air France.

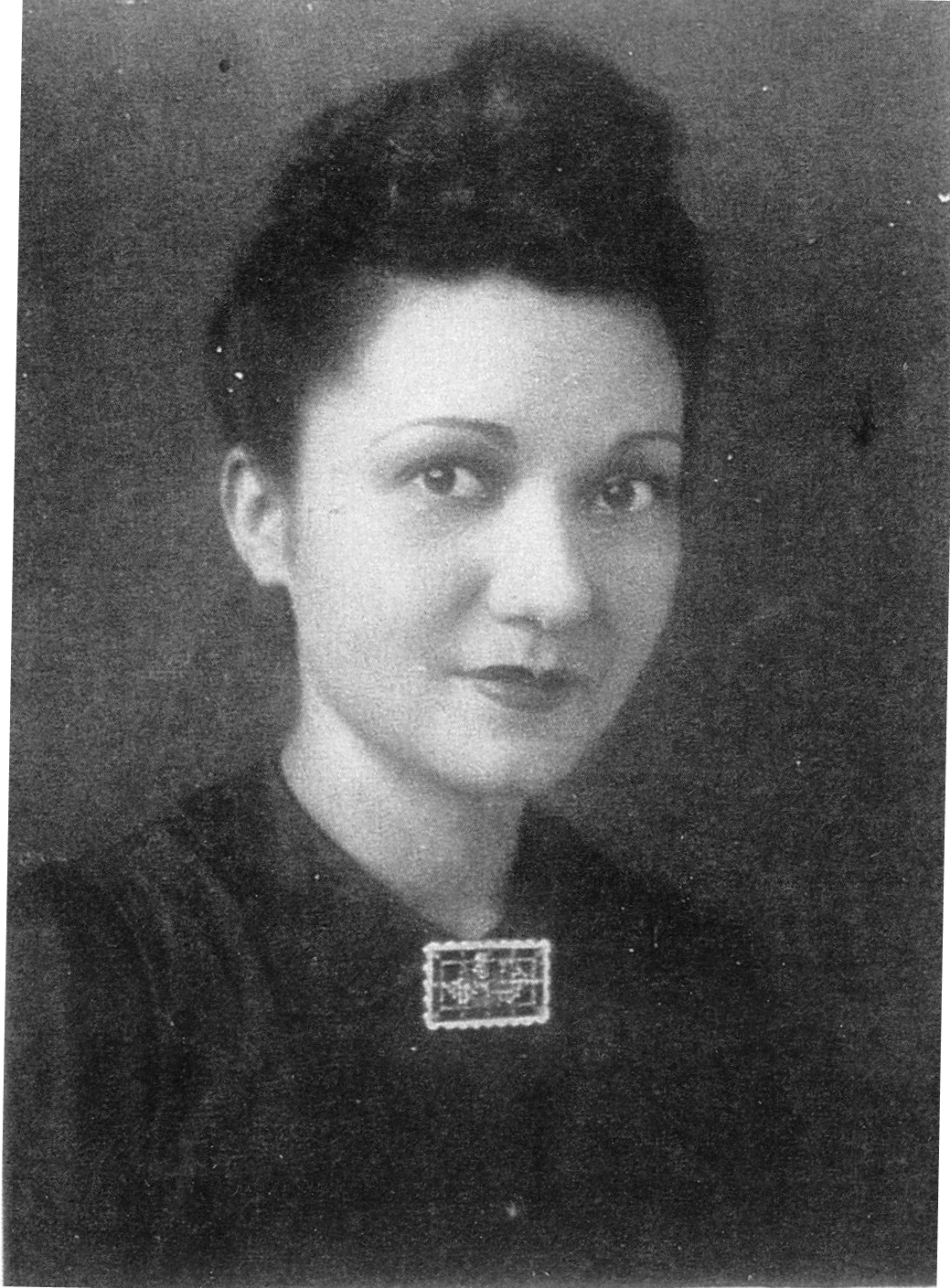
Marguerite Mouneyres.

Le 9 août 1926 à Paris 15ème, il épouse Marguerite Mouneyres ( Tananarive, 3 novembre 1907- Saint Tropez, 3 septembre 1980). Elle est la fille de Léopold Mouneyres, commandeur de la Légion d'honneur, inspecteur général des travaux publics de l'Afrique occidentale française, polytechnicien et membre du cabinet civil du général Galliéni, et de la nièce de la dernière reine malgache, Ranavalona III. 
Leopold Mouneyres était par ailleurs le frère de  Clémence Catherine Mouneyres  (1862-1942) épouse du ministre Charles Chaumet (1866-1932). Marguerite et sa soeur aînée Marthe (née en 1904) seront  envoyées par leurs parents à Paris chez leur oncle Charles Chaumet (alors ministre de la marine) pour y poursuivre leurs études secondaires. Marthe épousera le fils de Charles Chaumet en 1923. Marguerite sympathisera chez son oncle avec Anna de Noailles (amie proche de Charles Chaumet) qui l'introduira dans le cercle de Cocteau et de Colette. Il est à noter que la soeur cadette de Marguerite, Martine Mouneyres (1914-1998), sera pendant plus de cinquante ans l'épouse de René Pagnol (1909-1997), le plus jeune frère de Marcel Pagnol et son directeur de production.
Marguerite était également une amie de Lucie Delarue-Mardrus et de son cercle. Marguerite et sa soeur aînée Marie Mouneyres (1901-1968) aideront d'ailleurs Myriam Harry, première lauréate du prix Fémina, à rassembler la documentation destinée à sa biographie de Ranavalo I. Myriam Harry était membre de l'Académie malgache. 

De l'union de Léon Geismar et de Marguerite Mouneyres naîtra en 1927 une fille unique Martine (Tananarive, 11 mai 1927- Cannes, fin août 1974), qui épousera le professeur de médecine Jean Doucet (1919-2008) ancien résistant, ancien déporté et spécialiste des maladies tropicales à Abidjan. Ils auront une fille unique Catherine Marguerite Inès, née le 11 mars 1949 à Tananarive. Le professeur Jean Doucet était un ami de jeunesse des fils de Georges Duhamel (dont le compositeur Antoine Duhamel). Il allait jouer de la musique chez Georges Duhamel.

### Jeunesse
Léon Geismar étudie la médecine à Strasbourg. Le 1er avril 1914, il est enrôlé dans le 132e Régiment d'Infanterie allemand, puisque l'Alsace faisait alors partie de l'Empire allemand. En septembre 1914, il déserte l'armée à Sarrebourg et rejoint les lignes françaises. Il est enfermé dans un camp de prisonniers à Clermont-Ferrand, puis il s'engage dans l'armée française.
Comme l'armée se méfiait des déserteurs alsaciens en qui elle voyait de possibles espions, il fait toute la guerre en Orient. Il participe ainsi à la Bataille des Dardanelles, comme médecin auxiliaire, puis comme médecin-major. Il y obtient la médaille militaire avec deux citations pour, bien que blessé lui-même, avoir refusé d'être évacué avant l'ensemble des blessés.

### Carrière dans l'administration coloniale
Après la guerre, Léon Geismar ne reprend pas ses études de médecine. Il passe une licence en droit puis le concours de l'École coloniale le 1er novembre 1919. Il parle alors couramment le français, l'allemand, et l'anglais, comprend le portugais, le néerlandais et l'italien et apprend le haoussa.
Il est affecté à Bamako en 1921 comme chef de bureau. En janvier 1922, il devient administrateur de 3e classe, à Dakar, puis en 1923, administrateur de 2e classe et chef de la subdivision du  Niger. Il est ensuite nommé à Madagascar et devient administrateur de 1re classe en 1926.
Il est administrateur général de l'Exposition coloniale de 1931, sous la présidence du maréchal Lyautey. Il retourne en AOF en 1932, comme administrateur en chef et inspecteur des affaires administratives.
Il est nommé administrateur supérieur au Togo le 15 décembre 1934 comme gouverneur de 3e classe. Il y encourage la culture de l'arachide. Il quitte le poste le 25 septembre 1936. Il retourne à Dakar en 1936, et devient gouverneur de 2e classe en avril 1938.
Succédant à Marcel de Coppet, il fait fonction de gouverneur général de l'Afrique-Occidentale française (AOF) du 14 juillet 1938 au 29 octobre 1938, avant l'arrivée de Pierre Boisson.

### Seconde Guerre mondiale

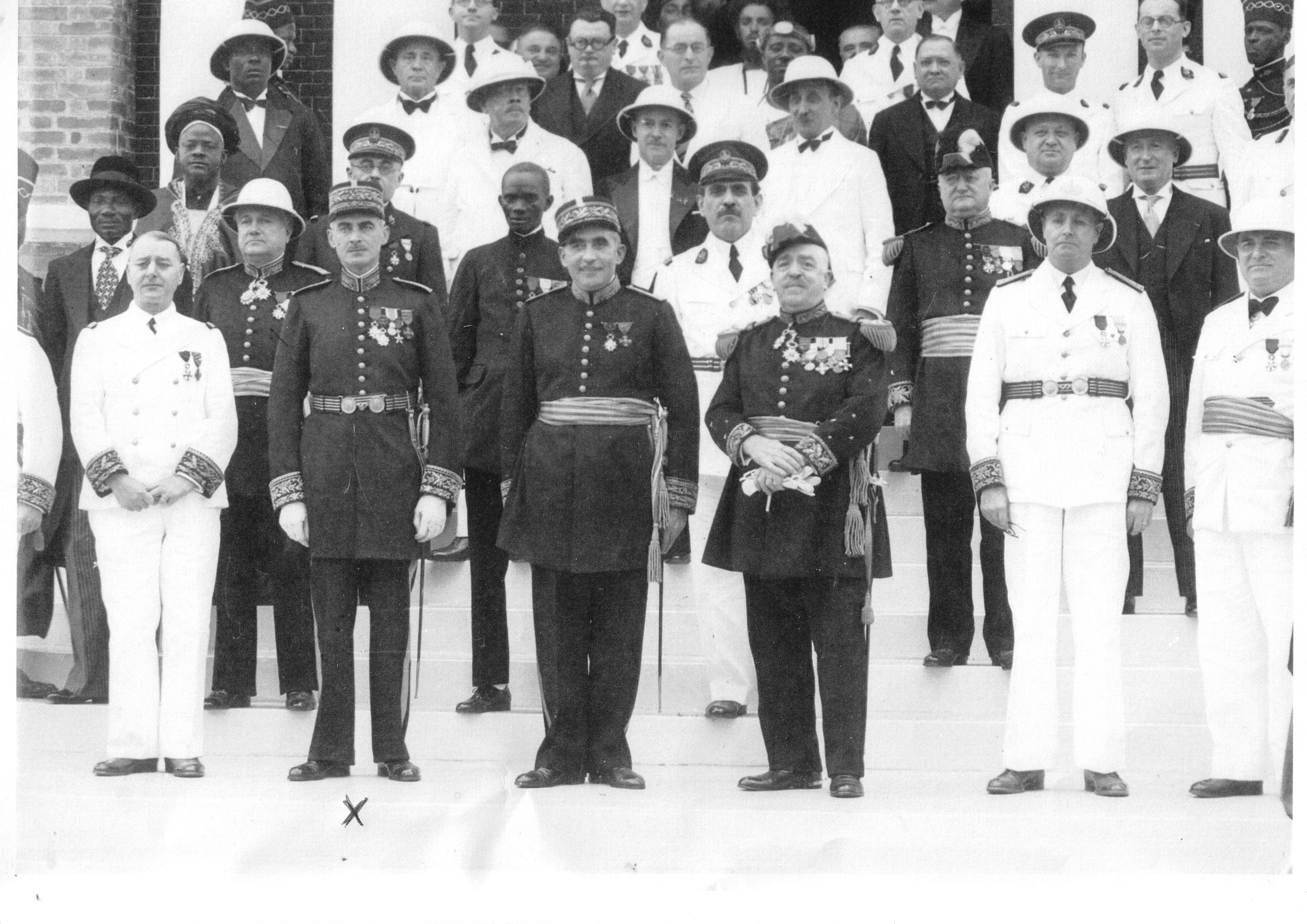
Réunion de gouverneurs au Musée des Colonies, à Paris.

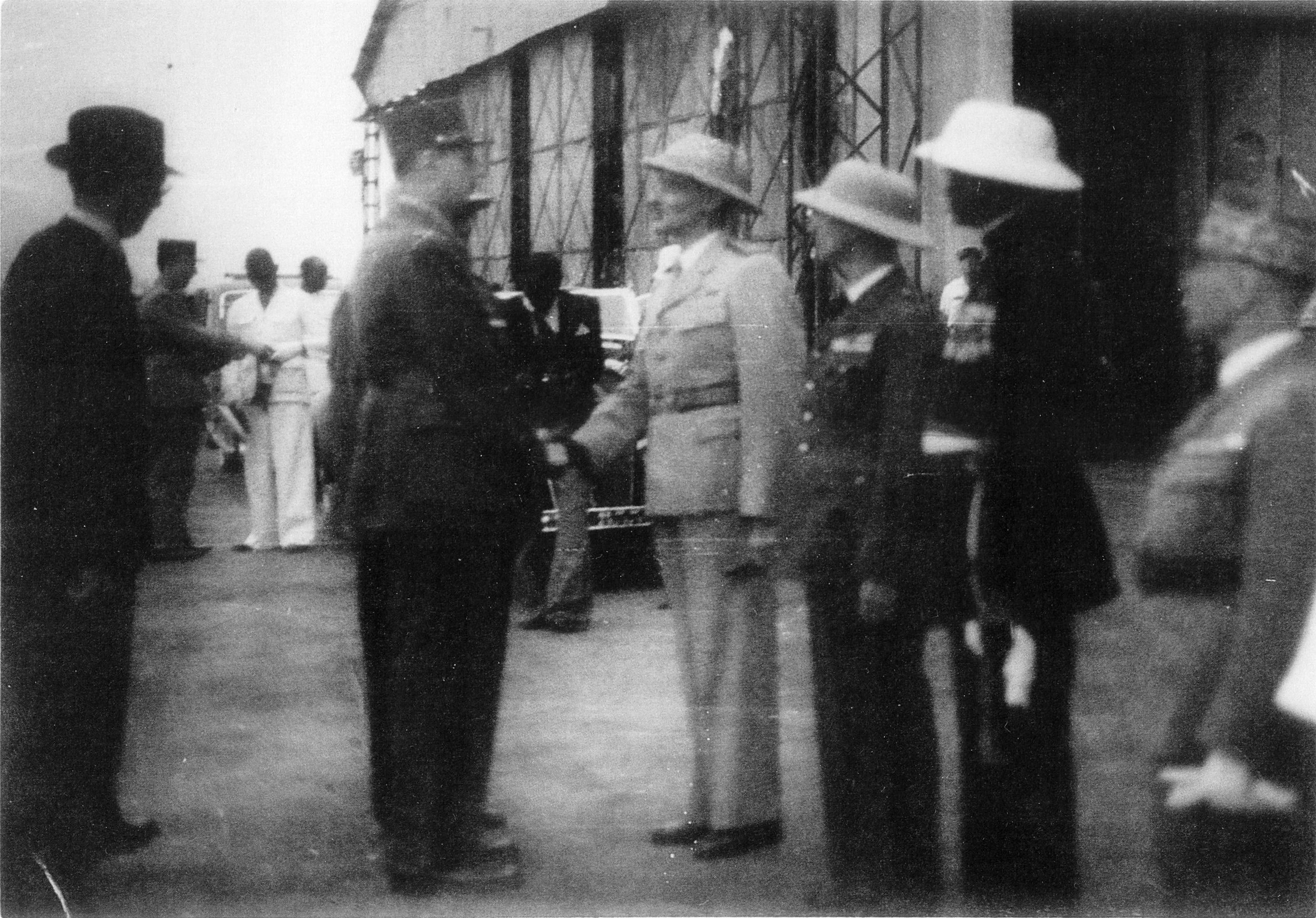
Le gouverneur général Léon Geismar accueillant le général de Gaulle à sa descente d'avion lors de sa première visite à Dakar, en 1943.

Il est rétrogradé au titre de trésorier général de la Côte d’Ivoire à Abidjan en décembre 1940 car d'origine juive. Il est finalement révoqué par le Gouvernement de Vichy en 1941, bien qu'il proclame être catholique depuis son mariage. Léon Geismar est emprisonné à Casablanca. Lorsqu'en mars 1943 l'AOF est libérée, il retrouve son grade de gouverneur des colonies le 7 avril 1943, puis son poste de secrétaire général de l’AOF le 20 juillet 1943, faisant fonction de gouverneur général à la destitution de Pierre Boisson.
Il reçoit le général de Gaulle à Dakar en 1943, lors du premier voyage de celui-ci en Afrique noire. Il est nommé gouverneur de 1re classe en août 1943.
Il assiste peut-être, du 30 janvier au 8 février 1944, à la conférence de Brazzaville avec quarante autres gouverneurs des colonies. En effet, il était considéré comme un spécialiste des conditions d'évolution des colonies, compte tenu des missions d'étude qui lui avaient confiées sur ces questions.
Le 23 mars 1944, il est remplacé à son poste en raison de ses problèmes de santé, dus aux sévices subis lors de son incarcération. Il meurt à Casablanca le 11 mai 1944 à l'âge de 49 ans.
Il a été inhumé à Casablanca en présence de René Pleven, commissaire aux Colonies du Comité français de la Libération nationale (CFLN), et de son cousin Max Hymans, alors directeur des transports aériens du CFLN.

### Décorations
- La Médaille militaire lui a été décernée le 1er avril 1917 avec deux citations à l'ordre de l'armée.
- La Médaille des évadés le 25 juin 1927
- Il a été fait chevalier de la Légion d'honneur le 31 juillet 1929
- La Croix du combattant volontaire le 7 janvier 1938.
- Il était titulaire de l'Ordre de l'Étoile noire du Bénin (1926) et de l'Ordre du Dragon d'Annam (1935).

## Écrits
- Colonie du Sénégal : Recueil des coutumes civiles des races au Sénégal, Imprimerie du  Gouvernement du Sénégal, Saint-Louis, 1933
- « L'action gouvernementale et les coutumes indigènes en AOF », Outre-Mer, année 1934, 2e trimestre, p. 157-166